# Персин, Дмитрий Евгеньевич
Дми́трий Евге́ньевич Пе́рсин (14 октября 1963, Новосибирск — 26 декабря 2009, Москва) — российский актёр театра и кино.

## Биография
Родился 14 октября 1963 года в Новосибирске. В юности увлекался боксом, играл в водное поло, занимался горным туризмом и музыкой. В 14 лет начал писать песни. 
Персин, как музыкант, участвовал в различных музыкальных авторских конкурсах, в 1988 году стал лауреатом Варшавского конкурса Авторской песни, посвящённого творчеству Владимира Высоцкого. 
Окончив школу, служил в армии в погранвойсках на Камчатке. В то время ему совсем не хотелось заниматься актерским ремеслом, а тем более он и не предполагал, что станет известен по всему СНГ.
На одном из очередных дежурств, взвод Дмитрия смог обнаружить военный самолет из Кореи, пересекший границы Советского Союза. За эту заслугу молодым солдатам был предоставлен доступ к бюджетному высшему образованию. Персину предлагали поступить в театральный институт, но на тот момент он даже не рассматривал такую возможность.
Будущий актёр предпочёл поступление в высшее учебное заведение, связанное с народным хозяйством. После демобилизации поступил и окончил Криворожский филиал Киевского института народного хозяйства. Получив диплом, Дмитрий устроился работать на рядовое производство в должности заместителя главбуха.
В 1992 году работал менеджером в продюсерском центре Игоря Матвиенко. В этом же году поступил поступил в РАТИ-ГИТИС на отделение эстрадной режиссуры. В это же время собрал музыкальный коллектив под названием «Числа».
В 1999 году выпустил свой первый альбом «ПтицеLove».
В 37 лет начал свою актёрскую карьеру в кино, писал музыку для кинофильмов.
В 2005 году вышел второй альбом «Где ж». 
В кино сниматься не прекращал до конца жизни. В год его смерти на экраны вышло сразу несколько картин, в которых он снялся. Это "Анна Каренина", "Несколько призрачных дней", "Деревенский романс", "Аннушка", "Участковая". 
Скончался 26 декабря 2009 года в возрасте 46 лет от опухоли головного мозга. Похоронен 30 декабря на Троекуровском кладбище (участок № 7-Г).

## Награды
Лауреат Международного конкурса авторской песни, посвящённого творчеству В. Высоцкого (Варшава, Польша, 1988).

## Творчество

### Фильмография
- 2002 — Королева красоты, или Очень трудное детство — папа Ромы
- 2002 — Поздний ужин с… —
- 2002 — Русские амазонки — эпизод
- 2003 — На углу, у Патриарших 3 — охранник в ювелирном магазине
- 2003 — Лучший город Земли — эпизод
- 2003 — Антикиллер 2 — человек из банды Метлы по прозвищу «Самсон»
- 2003 — А поутру они проснулись — прапорщик в вытрезвителе
- 2003 — Здравствуй, столица! — майор Бичев
- 2003 — Стилет — Гуня
- 2004 — Время жестоких — Серега, брат убитого водителя
- 2004 — Моя прекрасная няня — Лёва Спинолом/Серёга Кайло, звезда шансона
- 2004 — Четыре таксиста и собака — охранник в зоопарке
- 2004 — Московская сага — эпизод
- 2004 — Солдаты — эпизод
- 2004 — Дальнобойщики 2 (11-я серия «Борьба за выживание») — Пётр Андреевич, скупщик
- 2004 — Сматывай удочки — сынок мастера из автосервиса, смешной эпизод в автосервисе,  (Алексей Жарков) которые держит папаша с сыновьями
- 2004 — На углу, у Патриарших 4 — Мора
- 2004 — Полный вперёд — начальник ОМОНа
- 2005 — Сыщики 4 — Семен Амулетов
- 2005 — Аэропорт — Саша, сын Кравцова
- 2005 — PitBull (телесериал) — Артак
- 2005 — Кулагин и партнёры —
- 2005 — Хиромант — киллер
- 2005 — Человек войны — Тимофей Будник, снайпер завербованный фашистами в партизанский отряд, до войны работал участковым милиционером
- 2005 — Марсельза (короткометражный) —
- 2006 — Точка — эпизод
- 2006 — Настоящий Дед Мороз — «Медведь», вор-щипач в костюме медведя
- 2006 — Бумер. Фильм второй — начальник тюрьмы
- 2006 — Червь — старший
- 2006 — Острог. Дело Фёдора Сеченова — Игорь Иванович Шавтуренко ("Шмель")
- 2006 — Нанкинский пейзаж — эпизод
- 2006 — Капитанские дети — Брагин
- 2006 — Охотник — Паша
- 2006 — Русское средство — мичман
- 2006 — Сказка, рассказанная на ночь (короткометражный) —
- 2006 — Доярка из Хацапетовки — нотариус
- 2006 — Телохранитель — Тимоха
- 2006 — Угон — Дима, командир спецназа
- 2006 — Нанкинский пейзаж (короткометражный) —
- 2006 — Свободное плавание — хозяин фундамента
- 2007 — Бешеная — Григорий Камышёв
- 2007 — Мужчина должен платить
- 2007 — Ярик — майор Култыга
- 2007 — Приключения солдата Ивана Чонкина — Клим Свинцов
- 2007 — Александровский сад 2 — Ванька Рачков
- 2007 — Спецгруппа — Матвеев
- 2007 — Капкан — зэк Колган
- 2007 — Падение в небеса — капитан НКВД
- 2007 — Час Волкова — Илья Романович, тренер
- 2007 — Короли игры — Виталий Лобанов, криминальный авторитет
- 2007 — Приключения солдата Ивана Чонкина — Клим Свинцов
- 2007 — Мужчина должен платить —
- 2007 — Надежда, как свидетельство жизни — Семен Семеныч, неверный муж неверной жены
- 2008 — Александровский сад 3 — Иван Рачков, капитан речного катера
- 2008 — Платон — мужик в ресторане
- 2008 — Охота на Берию — эпизод
- 2008 — Знахарь — Чечев, прапорщик в Ижменской колонии
- 2008 — Стадион бездомных — Митро
- 2008 — Галина — генерал КГБ
- 2008 — Двое под дождём — попутчик Олега
- 2008 — Смерть шпионам. Крым — старший лейтенант Филонов
- 2008 — Оружие — Кретов, майор, начальник оперчасти ИТК
- 2008 — Убийство в дачный сезон — эпизод
- 2008 — Миссия: Пророк —
- 2009 — Анна Каренина — эпизод
- 2009 — Деревенский романс — Юрий Карпович, председатель
- 2009 — Несколько призрачных дней — Шрам
- 2009 — Участковая — Михаил Григорьевич Стеблёв, капитан милиции, начальник опорного пункта
- 2009 — Аннушка — полковник Иван Фёдорович, командир части
- 2011 — Утомлённые солнцем 2: Цитадель — офицер НКГБ
- 2011 — Сердце врага — Титаренко
- 2021 — Красные пророчества — Ганин